# Cerithiopsis hero
Cerithiopsis hero là một loài ốc biển, động vật chân bụng trong họ Cerithiopsidae. Nó được Paul Bartsch mô tả năm 1911.